# Valdepolo (ort)
Valdepolo är en ort i Spanien.   Den ligger i provinsen León och regionen Kastilien och León, i den norra delen av landet, 270 km nordväst om huvudstaden Madrid. 